# Ancora una volta (film 2015)
Ancora una volta (One More Time) è un film del 2015 diretto da Robert Edwards.

## Trama
Jude è una giovane cantautrice in difficoltà che lascia New York City per fare visita a suo padre Paul e la sua famiglia disfunzionale negli Hamptons.

## Produzione
Le riprese si sono svolte a East Hampton e New York.